# 니림

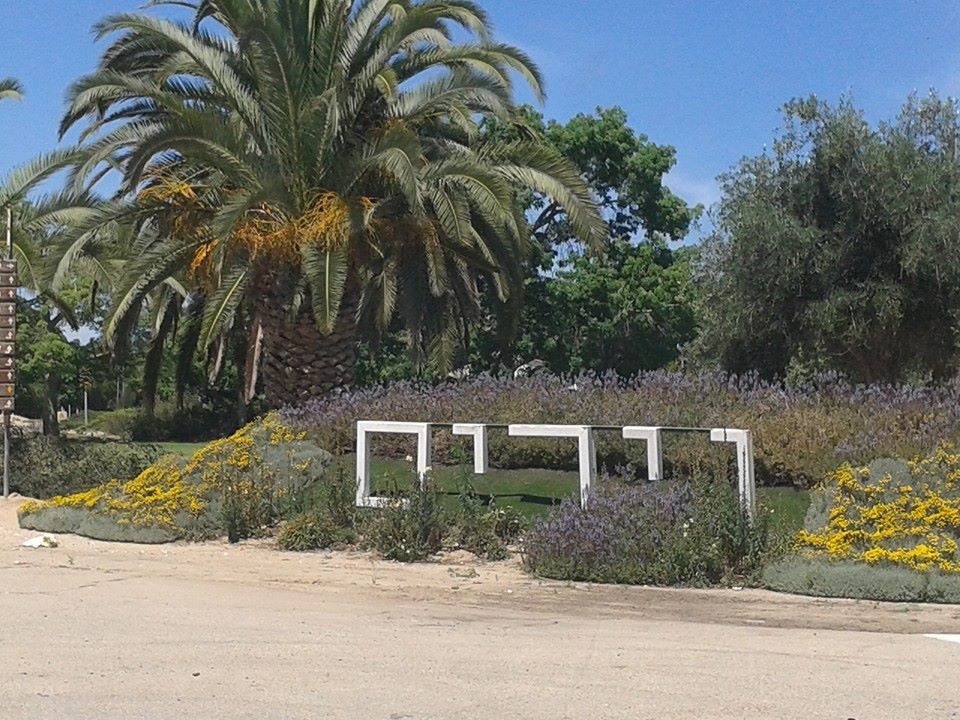

니림(Nirim, 히브리어: נִירִים, 문자적으로는 경작지)은 이스라엘 북서부 네게브 사막에 있는 키부츠이다. 가자 지구와의 국경 근처, 칸유니스 동쪽 약 7 킬로미터 (4.3 mi) 지점에 위치하며, 에슈콜 지역 의회의 관할 하에 있다. 2016년 인구는 366명이었다.

## 역사
이 키부츠는 1946년 10월, 미래의 유대인 국가의 일부로 주장하기 위해 네게브에 유대인의 존재를 확립하는 것을 목표로 한 네게브의 11개 거점 계획의 일환으로 설립되었다. 이 키부츠는 하시멜 하차이르 청년 운동의 니르 여단에서 이름을 따왔는데, 이 여단 중 일부 구성원들이 키부츠 설립을 도왔으며, 원래는 현재 키부츠 수파가 있는 "당구르"라는 곳에 설립되었다. 설립자 중 한 명은 이스라엘의 주요 조경 건축가 중 한 명이 된 단 추르였다.

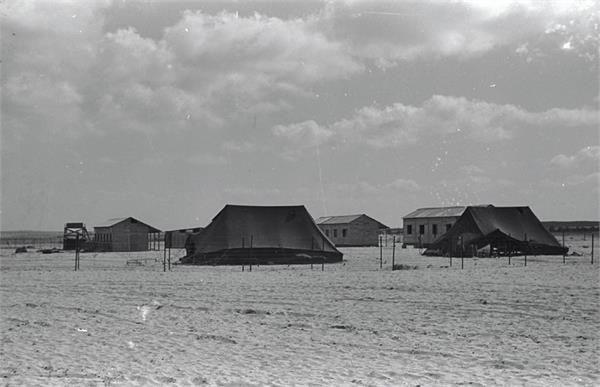
1946년 10월 1일 니림

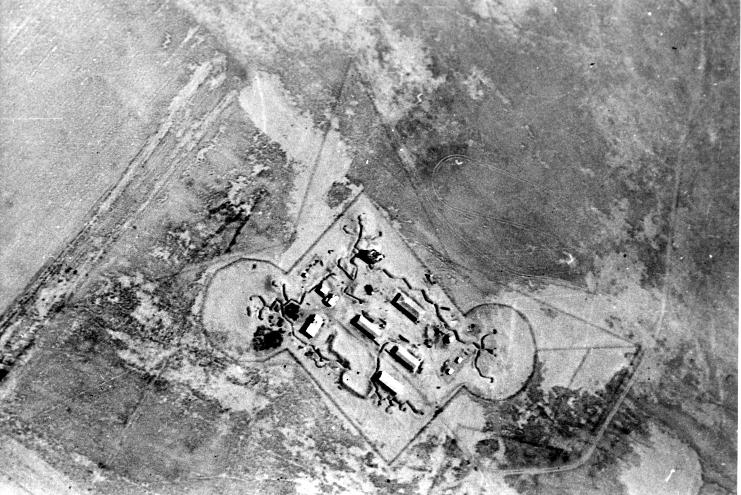
키부츠 니림. 팔마흐 기록 보관소에서 가져온 항공 사진.

1948년 5월 15일 1948년 아랍-이스라엘 전쟁이 발발했을 때, 이 키부츠는 니림 전투에서 이집트군의 공격을 받은 이스라엘 내 최초의 유대인 정착촌이었다. 당시 39명의 방어병이 있었다. 전투 중 이집트군은 키부츠 경계에서 25미터 이내로 접근했으며, 이집트군이 철수하기 전까지 키부츠 방어병 8명이 사망했다. 공격으로 모든 집이 파괴되었다.

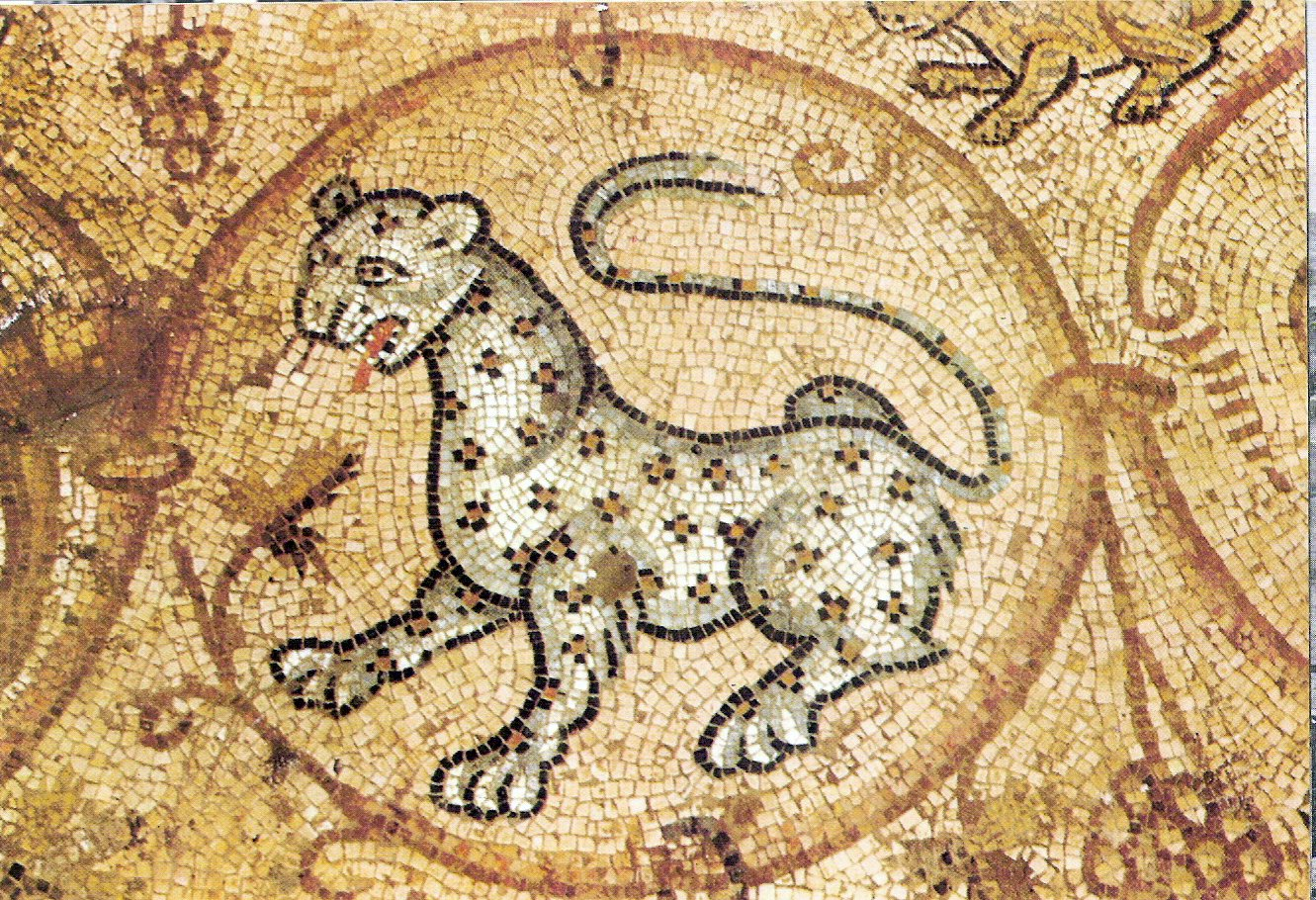
고대 마온 시나고그, 니림의 모자이크 바닥 세부

니림은 전쟁 내내 이집트군에 대항하는 이스라엘 방위군 (IDF) 전초 기지였다.
1948년, 살만 아부 시타의 가족은 이 지역에서 강제로 추방되었고, 당시 마인 아부 시타로 알려진 그들의 토지는 나중에 키부츠 확장에 사용되었다.
전쟁 후, IDF는 전략적 위치 때문에 이 지역을 원했고, 키부츠 주민들은 북쪽, 연간 200mm 강수량 선으로 이동하기를 원했다. 그래서 키부츠는 북동쪽으로 약 12km 떨어진 현재 위치로 이동했으며, 호르바트 마온에 있는 고대 시나고그 유적지 옆에 자리 잡았다.
1952년 마팜 분열 당시, 모셰 스네의 지지자들은 키부츠에서 추방되었다. 1956년까지 이 키부츠는 가자 지구에서 온 페다인의 공격 대상이 되었다.
2000년부터 니림은 가자 지구에서 발사된 카쌈 로켓에 맞았다. 2009년 1월 이스라엘의 캐스트 리드 작전 개시 이후, 니림 주민 대다수와 가자 지구 근처 다른 마을 주민들은 대피했다. 니림의 수십 가구는 작전이 끝날 때까지 한 달 동안 이스르엘 골짜기에 있는 키부츠 미슈마르 하에멕에 머물렀다. 2014년 8월 26일, 프로텍티브 엣지 작전 마지막 날, 보안 책임자 제에브 "제에비크" 에치온과 보조 보안 책임자 샤하르 멜라메드가 로켓 공격으로 사망했다. 그들은 둘 다 전기 기술자 팀 및 다른 키부츠 주민들과 함께, 같은 날 일찍 키부츠 전체에 전기를 공급하던 고전압 탑이 로켓에 맞은 후 지역 사회에 전기를 다시 공급하려고 노력 중이었다. 제에비크와 샤하르를 죽인 같은 로켓 공격으로 가디 야르코니는 두 다리를 잃었으며, 이후 에슈콜 지역 의회 의장으로 선출되어 현재 두 번째 임기를 수행 중이다.

### 2023년 10월 하마스 주도 공격
니림은 2023년 10월 7일 하마스의 이스라엘 공격에서 하마스 군대에 의해 공격받은 이스라엘 마을 중 하나였다. 이 공격으로 최소 5명이 사망하고 많은 사람이 부상당했다. 키부츠 주민 일부는 가자로 납치되었다. 하마스 병력이 키부츠에 진입한 지 약 7시간 후, IDF 병사들은 남아있던 하마스 전투원 9명을 사살했다. 하마스군은 키부츠에 상당한 피해를 입혔다. 이에 대한 대응으로 키부츠 복구를 지원하기 위한 크라우드펀딩이 시작되었으며, 며칠 만에 50만 이스라엘 신 셰켈 이상이 모금되었다.

## 경제
니림은 유기농 땅콩, 고구마, 순무, 당근, 밀, 보리, 아보카도 및 기타 채소를 생산하여 유럽으로 수출한다. 농부들은 가자 지구 장벽 바로 옆 땅에서 일한다. 2005년 이스라엘의 가자 철수 이후, 국방부는 가자 주변 지역에 보안 구역을 건설하기로 결정했는데, 이 구역은 니림의 농업 지역을 통과할 예정이었다. 니림은 보상금 중 NIS 100만 셰켈을 양보하도록 요청받았다.